# Börje Vestlund

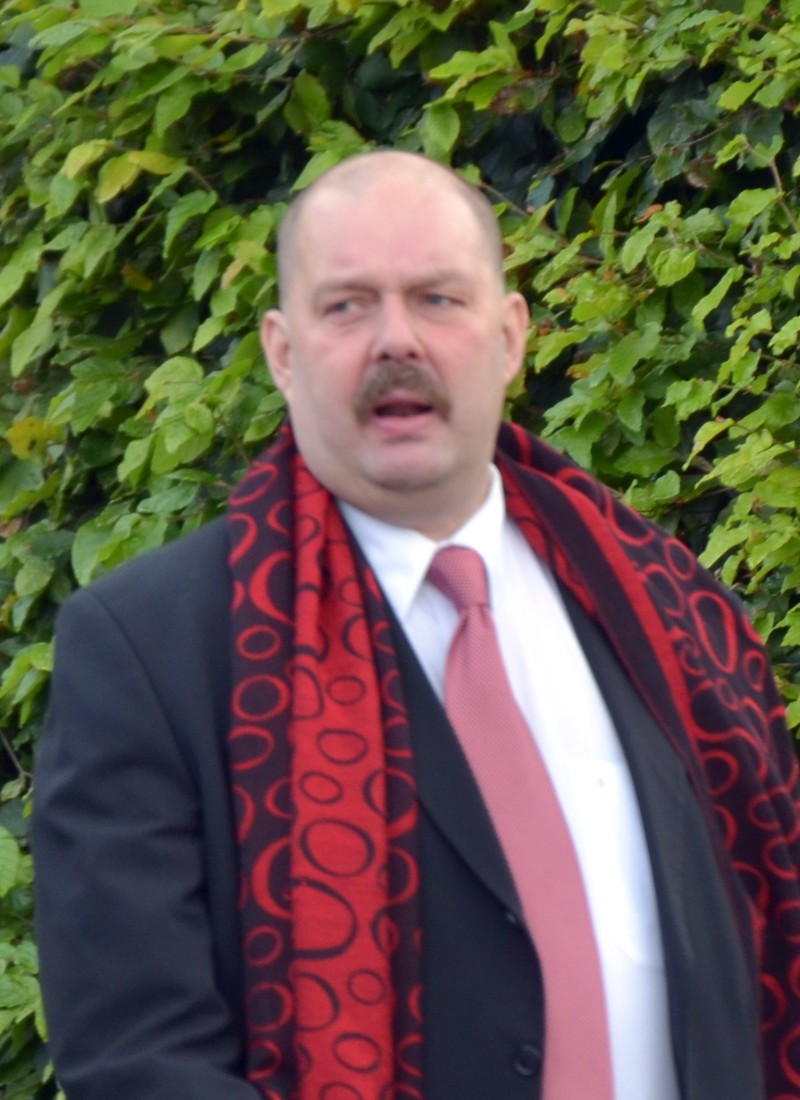
Börje Vestlund

Börje Vestlund (* 1960; † 22. September 2017) war ein schwedischer Politiker der Sveriges socialdemokratiska arbetareparti.

## Leben
Vestlund war seit der Reichstagswahl 2002 als Abgeordneter für den Wahlkreis der Gemeinde Stockholm Mitglied des Reichstages.